# Сари (Северна Дакота)
Сари (енгл. Surrey) град је у америчкој савезној држави Северна Дакота.

## Демографија
По попису из 2010. године број становника је 934, што је 17 (1,9%) становника више него 2000. године.
| Група             | 2000.       | 2010.       |
| Белци             | 888 (96,8%) | 880 (94,2%) |
| Афроамериканци    | 0 (0,0%)    | 6 (0,6%)    |
| Азијати           | 3 (0,3%)    | 3 (0,3%)    |
| Хиспаноамериканци | 8 (0,9%)    | 13 (1,4%)   |
| Укупно            | 917         | 934         |